# ایتاچو

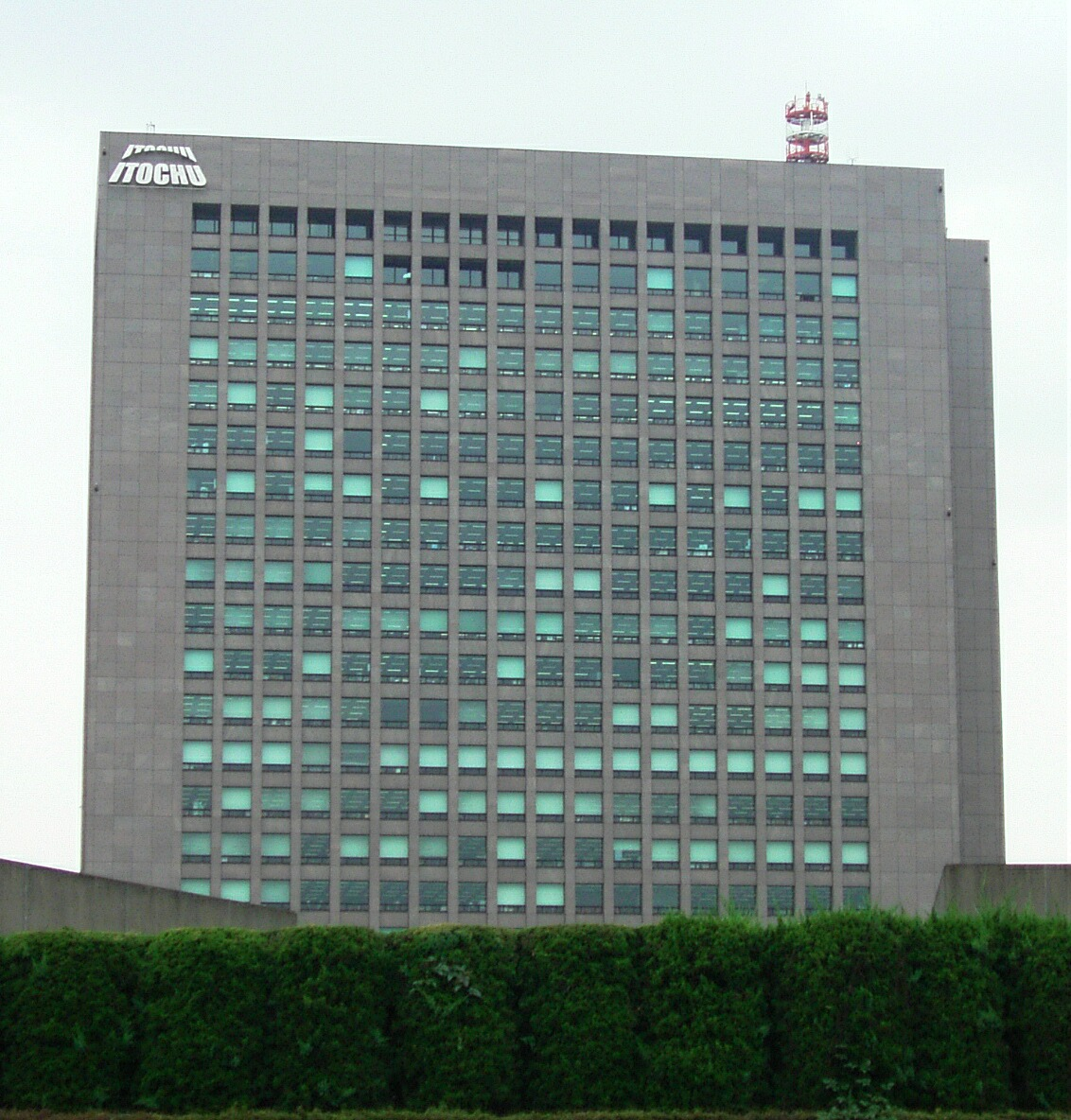
ساختمان دفتر مرکزی ایتاچو، در میناتو، توکیو

ایتاچو (به ژاپنی: 伊藤忠商事株式会社) شرکت بازرگانی ژاپنی است، که در زمینه تجارت و عمده‌فروشی فلزات، ماشین‌آلات صنعتی، محصولات نساجی، مواد شیمیایی و مواد غذایی، مصالح ساختمانی و توسعه املاک و مستغلات، همچنین ارائه خدمات لجستیکی، فناوری اطلاعات، خدمات مالی و بیمه فعالیت می‌کند.
شرکت ایتاچو در سال ۱۸۵۸ توسط چوبئی ایتو راه‌اندازی شد این شرکت در سال ۲۰۱۳ در فهرست فورچون جهانی ۵۰۰، رتبه ۱۷۴ از بزرگترین شرکت‌های جهان را به خود اختصاص داد. ایتاچو هم‌اکنون به‌عنوان سومین شرکت بزرگ ژاپن بر پایه میزان درآمد سالیانه شناخته می‌شود.
دفاتر مرکزی این شرکت در شهرهای اوساکا و میناتو، توکیو قرار دارند و بخشی از سهام آن در بازارهای بورس نزدک، بورس اوساکا، بورس ناگویا و بورس توکیو معامله می‌شود.